# 宮津市
宮津市（日语：／ Miyazu shi */?）是位於日本京都府北部的行政區劃，鄰日本海，日本三景之一的天橋立位于此。
其轄區被與謝野町分成南北兩個不相連的區域，中間僅有天橋立的沙洲相連，但由於此段沙洲車輛無法通行，南北兩區域的往返都需經過與謝野町。

## 人口
| 宮津市人口分布圖 |                                               |  |
| 宮津市與日本全國年齡別人口分布比較圖 （2005年資料） | 宮津市的年齡、男女別人口分布圖 （2005年資料） |  |
| ■紫色是宮津市 ■綠色是全国 | ■藍色是男性 ■紅色是女性                       |  |
| 宮津市人口變化 \| 1970年 \| 31,603人 \| \| \| 1975年 \| 30,194人 \| \| \| 1980年 \| 28,881人 \| \| \| 1985年 \| 27,895人 \| \| \| 1990年 \| 26,450人 \| \| \| 1995年 \| 24,937人 \| \| \| 2000年 \| 23,276人 \| \| \| 2005年 \| 21,512人 \| \| \| 2010年 \| 19,948人 \| \| \| 2015年 \| 18,426人 \| \| \| 2020年 \| 16,758人 \| \| |                                               |  |
| 資料來源：日本總務省統計中心提供之人口普查數據 |                                               |  |
| 1970年 | 31,603人                                      |  |
| 1975年 | 30,194人                                      |  |
| 1980年 | 28,881人                                      |  |
| 1985年 | 27,895人                                      |  |
| 1990年 | 26,450人                                      |  |
| 1995年 | 24,937人                                      |  |
| 2000年 | 23,276人                                      |  |
| 2005年 | 21,512人                                      |  |
| 2010年 | 19,948人                                      |  |
| 2015年 | 18,426人                                      |  |
| 2020年 | 16,758人                                      |  |

## 历史
在西元7世紀時原本屬於丹波國與謝郡，東南部的由良地區和和石浦地區則屬於加佐郡，713年被劃入新設立的丹後國。
16世紀末織田信長派遣細川藤孝及明智光秀攻下丹後國，加佐郡及與謝郡成為細川藤孝的領地，並以宮津城為居城治理此區域。關原之戰後，細川氏被改封至九州的小倉藩，丹後改由京極高知入主，最初京極高知以宮津城為居城統領整個丹後，但京極高知後來將整個丹後國分為三塊分別傳給三個兒子，嫡男京極高廣獲得宮津藩。此後宮津藩多次易主，先後曾由永井氏、阿部氏、奧平氏、青山氏、本庄松平氏治領；1871年廢藩置縣後改隸屬宮津縣，但隨即又被併入豐岡縣，1876年再次整併後隸屬京都府。
1889年實施町村制時，現在的宮津市範圍在當時分屬：與謝郡宮津町、城東村、栗田村、上宮津村、吉津村、府中村、日置村、世屋村、養老村、日谷村與加佐郡由良村。1954年，與謝郡下的這些町村合併為宮津市，1956年加佐郡的由良村也被併入宮津市，形成現在的宮津市範圍。

### 變遷表
| 1889年4月1日 | 1889年 - 1926年         | 1926年 - 1944年 | 1945年 - 1954年         | 1945年 - 1954年     | 1955年 - 1988年          | 1989年 - 现在 | 现在   |
| ------------ | ----------------------- | --------------- | ----------------------- | ------------------- | ------------------------ | ------------- | ------ |
| 宮津町       | 宮津町                  | 宮津町          | 宮津町                  | 1954年6月1日 宮津市 | 1954年6月1日 宮津市      | 宮津市        | 宮津市 |
| 城東村       | 1924年9月1日 併入宮津町 | 宮津町          | 宮津町                  | 1954年6月1日 宮津市 | 1954年6月1日 宮津市      | 宮津市        | 宮津市 |
| 上宮津村     | 上宮津村                | 上宮津村        | 1951年4月1日 併入宮津町 | 1954年6月1日 宮津市 | 1954年6月1日 宮津市      | 宮津市        | 宮津市 |
| 栗田村       |                         |                 |                         | 1954年6月1日 宮津市 | 1954年6月1日 宮津市      | 宮津市        | 宮津市 |
| 吉津村       |                         |                 |                         | 1954年6月1日 宮津市 | 1954年6月1日 宮津市      | 宮津市        | 宮津市 |
| 府中村       |                         |                 |                         | 1954年6月1日 宮津市 | 1954年6月1日 宮津市      | 宮津市        | 宮津市 |
| 日置村       |                         |                 |                         | 1954年6月1日 宮津市 | 1954年6月1日 宮津市      | 宮津市        | 宮津市 |
| 世屋村       |                         |                 |                         | 1954年6月1日 宮津市 | 1954年6月1日 宮津市      | 宮津市        | 宮津市 |
| 養老村       |                         |                 |                         | 1954年6月1日 宮津市 | 1954年6月1日 宮津市      | 宮津市        | 宮津市 |
| 日谷村       |                         |                 |                         | 1954年6月1日 宮津市 | 1954年6月1日 宮津市      | 宮津市        | 宮津市 |
| 由良村       | 由良村                  | 由良村          | 由良村                  | 由良村              | 1956年9月20日 併入宮津市 | 宮津市        | 宮津市 |

## 交通
主要的鐵路車站是WILLER TRAINS（京都丹後鐵道）的宮津車站，也是京都丹後鐵道旗下三條鐵路路線宮福線、宮舞線、宮豐線的交會車站；天橋立車站由於鄰近日本三景之一的天橋立，每日JR西日本有自京都、大阪等都市發車的的「橋立號列車」及「東方白鸛號列車在此停靠。
興建中的山陰近畿自動車道規劃自鳥取市連通至此，再接續已於2015年全線通車的京都縱貫自動車道，可一路直通京都市。

### 鐵路

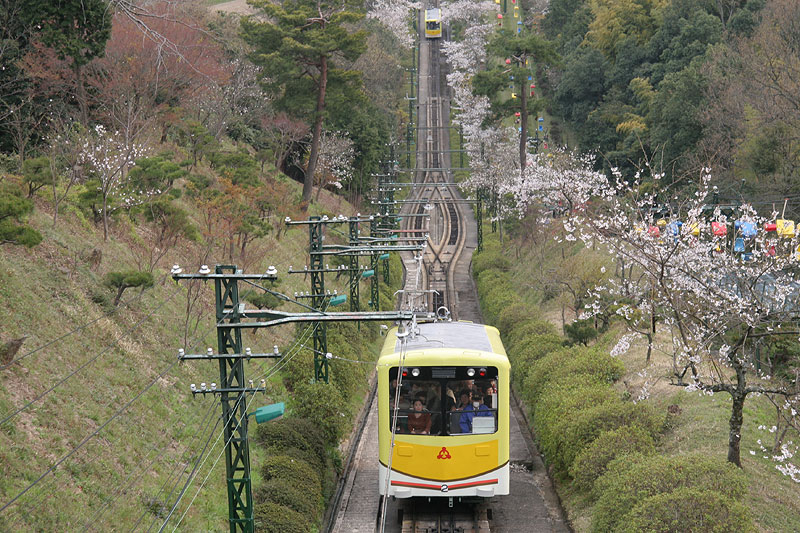
傘松纜車

- WILLER TRAINS（京都丹後鐵道）
  - 宮福線：宮津車站 - 宮村車站 - 喜多車站 - 辛皮車站 - （福知山市）
  - 宮舞線：（舞鶴市） - 丹後由良車站 - 栗田車站- 宮津車站
  - 宮豐線：宮津車站 - 天橋立車站 - 岩瀧口車站 - （與謝野町→）

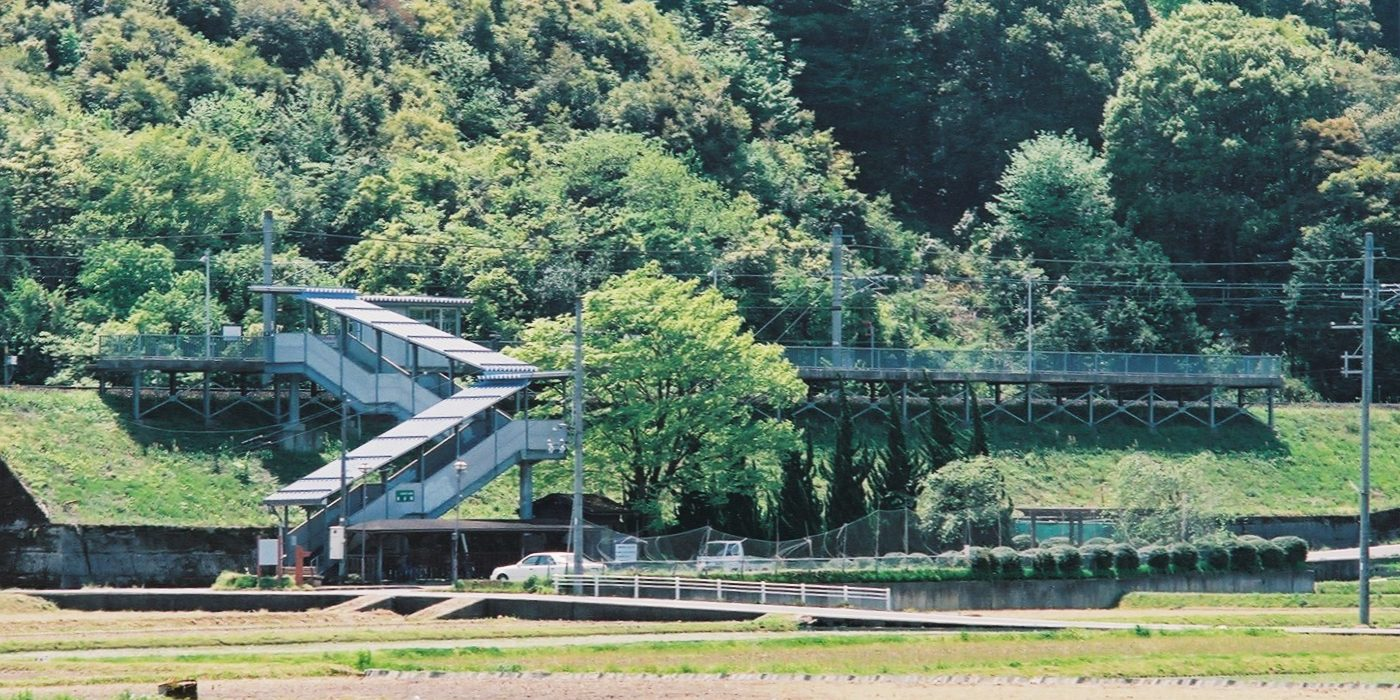
喜多車站
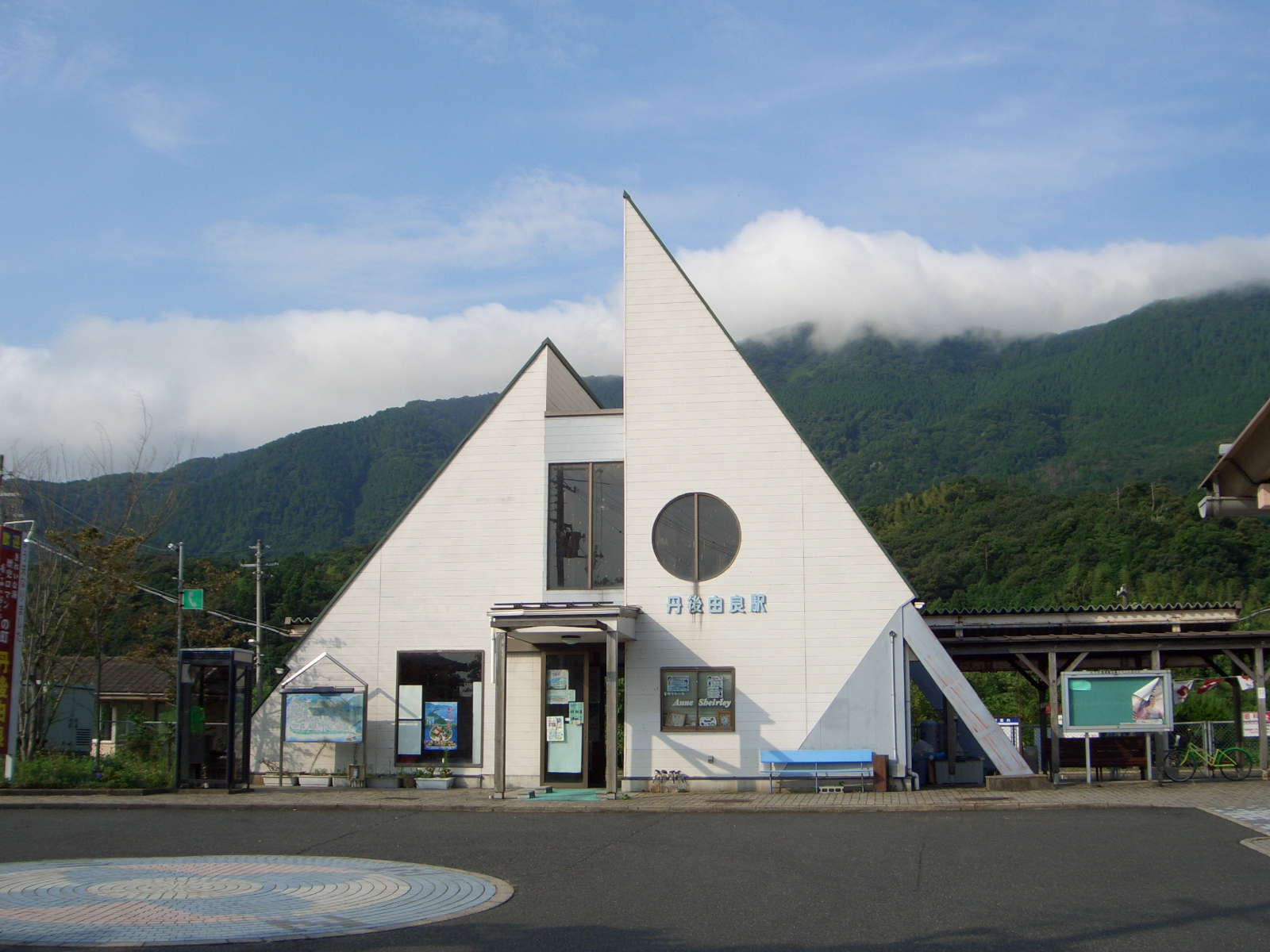
丹後由良車
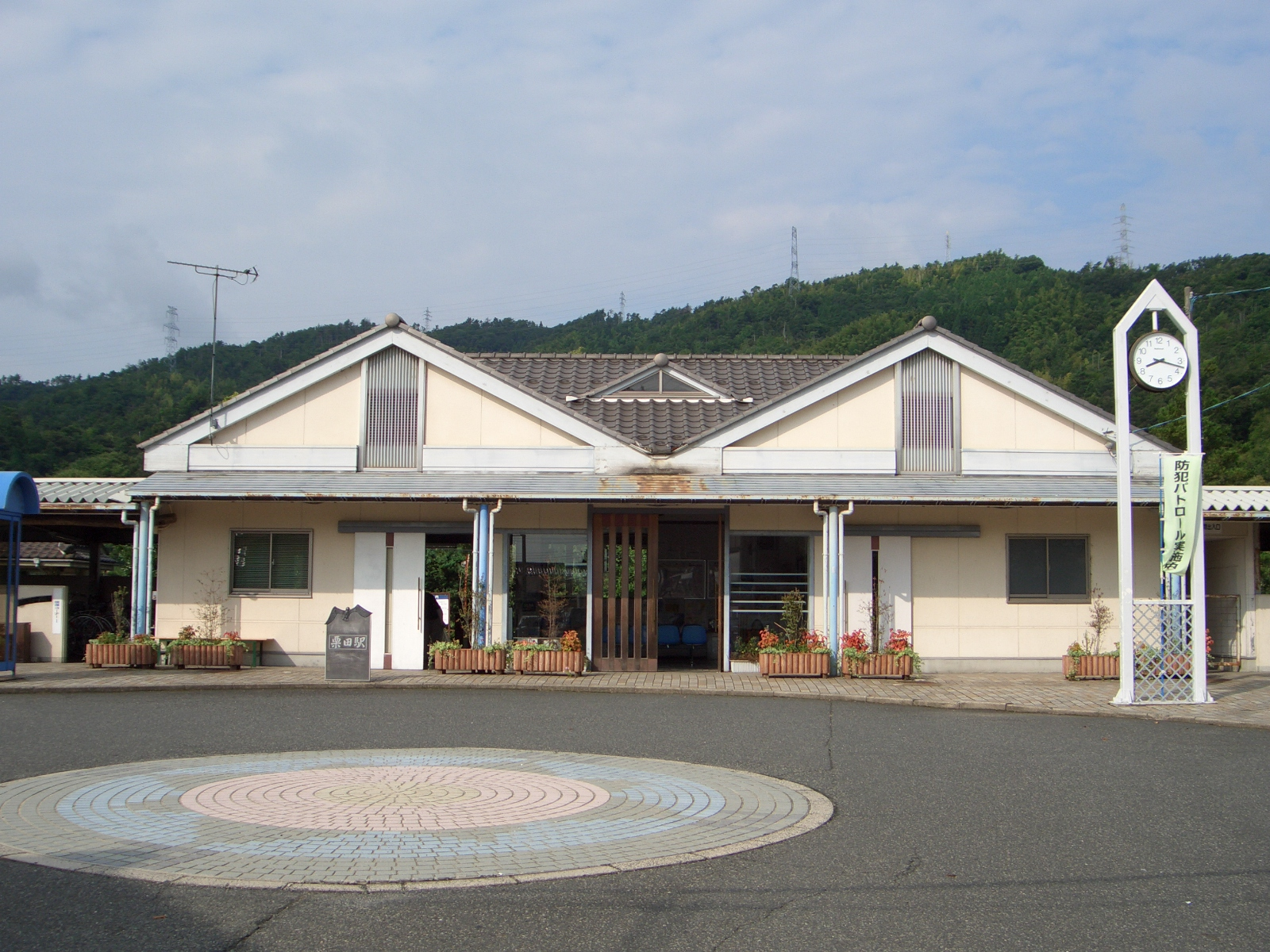
栗田車站
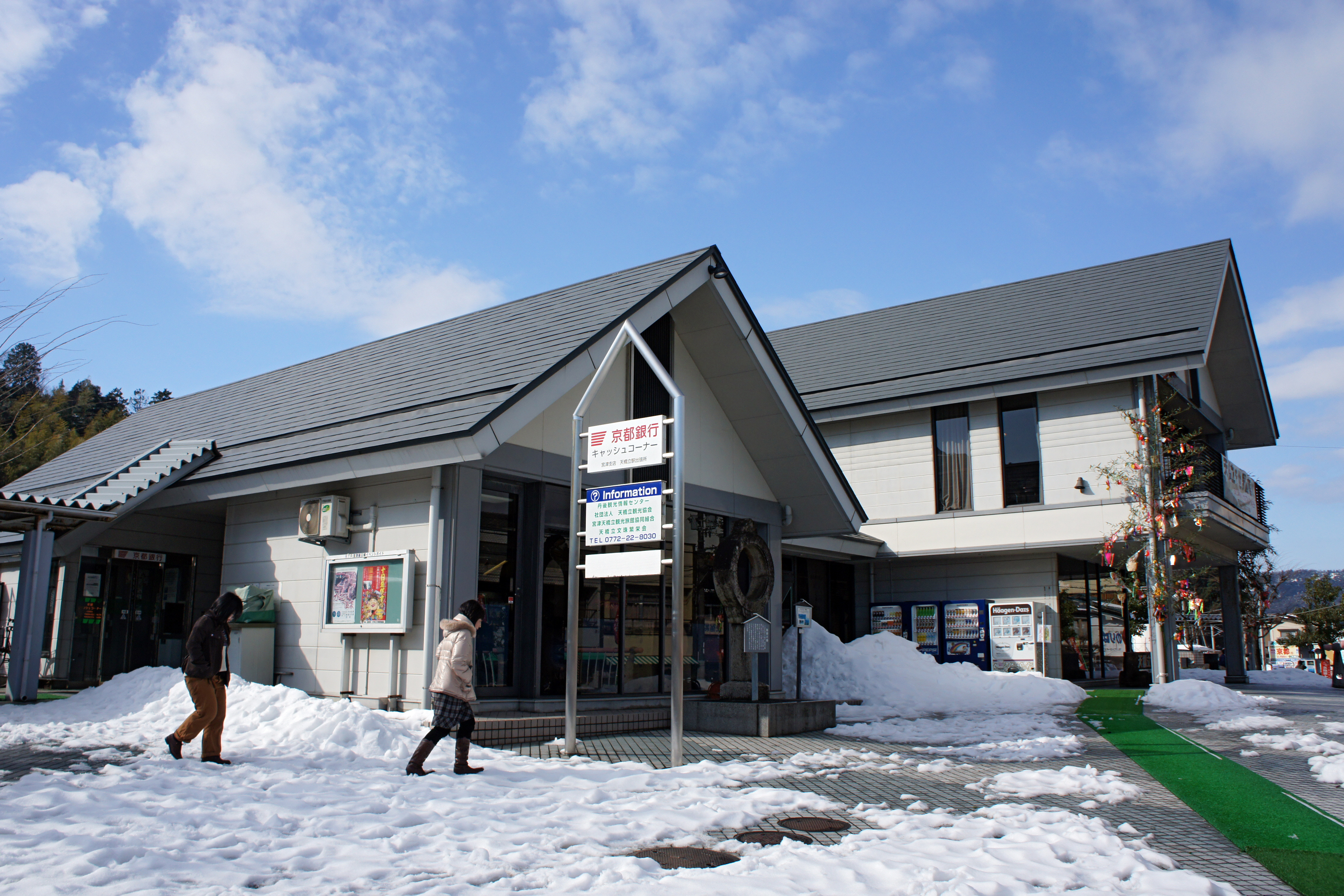
天橋立車站
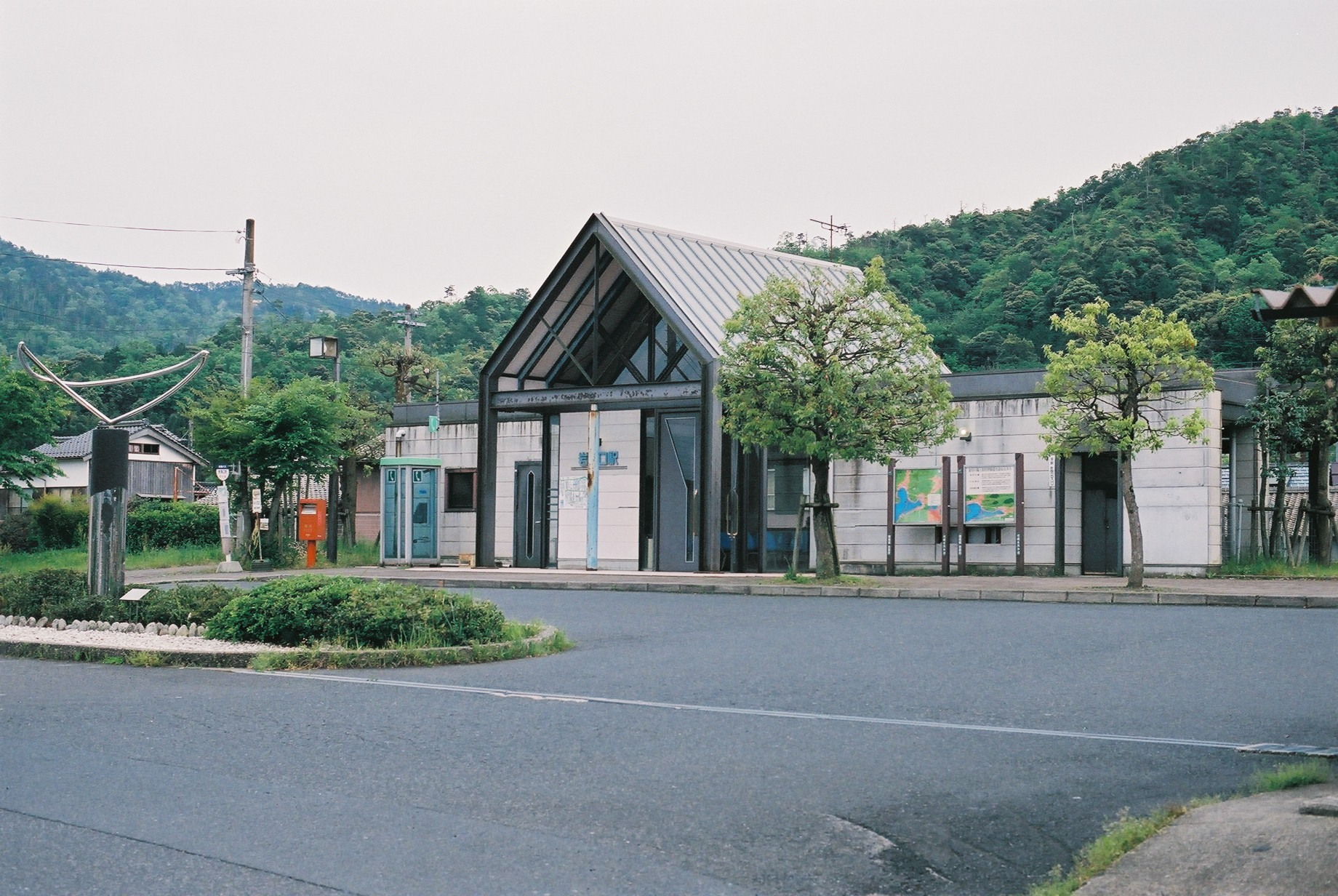
岩瀧口車站

- 天橋立鋼索鐵道
  - 傘松纜車：府中站 - 傘松站

- 傘松纜車

### 公路
高速道路
- 京都縱貫自動車道：宮津天橋立交流道 - （舞鶴市）
- 山陰近畿自動車道：（與謝野町） - 與謝天橋立交流道

## 觀光資源
由於日本三景之一的天橋立，宮津市的觀光客人數在京都府內次於京都市及宇野市排名第三，天橋立周邊的景點還包括傘松公園、天橋立View Land等可以觀賞天橋立景色的地方；而位於由良的丹後由良海水浴場及栗田海水浴場在夏天也會吸引許多前來玩水的旅客。
在小田野宿地區原本有座屬於關西電力的火力發電廠，在1990年代日本泡沫經濟後用電需求下滑，此發電廠逐漸停止運轉，目前關西電力利用此處設備進行溫水排水利用的研究，同時設有魚知識館，也是京都府內唯一的水族館。

## 本地出身之名人
- 山崎洋子：推理小說作家

## 外部連結
- （日語） 宮津市的Facebook專頁
- （日語） 天橋立觀光導航（页面存档备份，存于）
  - （简体中文） 天橋立觀光導航（页面存档备份，存于）
  - （繁體中文） 天橋立觀光導航（页面存档备份，存于）